# Elvira Álvarez de Ayala
Elvira de Ayala (c. 1360-m.c. 1434), también conocida como Elvira López de Ayala fue una dama de la nobleza castellana de la Casa de Ayala, que ostentó el señorío de Gibraleón y Olvera y otros en Andalucía por su matrimonio con Alvar Pérez de Guzmán, II señor de Gibraleón.

## Orígenes familiares
Fue hija de Pedro López de Ayala (1332-1407), el famoso canciller mayor de Castilla, poeta y cronista que ostentó importantes oficios regios y desempeñó misiones diplomáticas bajo los reinados de Pedro I, Enrique II y Juan I de Castilla, y de Leonor de Guzmán, señora de Cuartango y Morillas (Álava). Tuvo dos hermanos varones, Fernán Pérez de Ayala y Guzmán, Pedro López de Ayala y Guzmán, y otras dos hermanas, y María de Ayala y Guzmán y Mayor de Ayala.

## Biografía
Elvira de Ayala se casó con un destacado ricohombre miembro de la nobleza sevillana de la Casa de los Guzmanes, Alvar Pérez de Guzmán, II señor de Gibraleón, que ostentó el oficio de alguacil Mayor de Sevilla. No ha sido posible aún documentar aspectos de la vida de Elvira antes del fallecimiento de su esposo. La prematura muerte de su esposo en 1394 motivó que quedaran a su cargo sus dominios señoriales y la tutela de sus dos hijas menores. Quizá debido a que las posesiones se encontraban en Andalucía, alejadas del núcleo de influencia de los Ayala, Elvira pudo actuar de manera más independiente que su hermana, Mayor de Ayala, que se encontraría en idéntica situación que ella, al quedar viuda y con hijas menores. De Elvira se han documentado actuaciones autónomas, al margen de la intervención de su madre, mientras que no fue así con su hermana, la cual recurrió a la influencia de su madre, Leonor de Guzmán. Así, se sabe que en 1395 Elvira negoció con Diego López de Zúñiga, I Señor de Béjar y Justicia Mayor de Castilla, el enlace de su hija primogénita, Isabel Pérez de Guzmán con el hijo de este, Pedro de Zúñiga, a quien se asignó la villa de Olvera (Cádiz) en concepto de dote. El traspaso de propiedades se produjo en 1407, al tiempo del enlace matrimonial, quedando las villas de Gibraleón y Villalba de Alcor en poder de su hija doña Isabel. 
Elvira de Ayala murió en algún momento entre los años 1432 y 1435, en el transcurso de un litigio que la enfrentó con doña Francisca de Portocarrero, señora de Moguer, por una serie de violencias que los vasallos de doña Francisca habrían cometido en Palos contra los de doña Elvira, que hasta el final de su vida se mostró firme defensora de sus dominios señoriales. 

## Negocios en la ciudad de Sevilla
Al enlazar con un noble sevillano, Elvira de Ayala habría residido, por tanto, en la ciudad de Sevilla. En esta ciudad no dejó de aprovechar las oportunidades de negocio que se presentaban a una mujer de su rango. En 1399, Elvira amplía su capital inmobiliario comprando unas casas situadas en la colación de Santiago, por sesenta mil maravedíes a otra mujer, vecina de la ciudad, llamada Catalina Gutiérrez. Y un año después, en 1400, compra a otra vecina llamada Elvira Fernández, “todas las tierras y eriazos, que fueron viñas e higueras, y treinta y cinco pies de aceitunos”, situados en término de Almadía a una legua de Sevilla, por cuatrocientos maravedíes. Las iniciativas económicas de las mujeres propietarias de la élite sevillana, de las que Elvira participaba, quedan bien patentes en la documentación.

## Defensora del patrimonio familiar
Tras la muerte de su marido, las hijas de ambos, Isabel y Juana, heredaron el patrimonio paterno y Elvira actuaría como administradora de esos bienes hasta 1417. Elvira se convirtió hasta esa fecha en férrea defensora de los derechos que reclamaba para sus hijas sobre el patrimonio de esta rama de los Guzmán. Ocurrió con el señorío de Gibraleón. Este dominio había pertenecido a los antepasados de Isabel de la Cerda. Pero la familia de esta dama, al apoyar la causa del rey Pedro I en la guerra que le enfrentó a su medio hermano Enrique de Trastámara, perdió la posesión. Gibraleón cayó entonces en poder de Álvar Pérez de Guzmán por donación otorgada por el victorioso Enrique II el 15 de abril de 1369, desposeyendo así del señorío a Isabel de La Cerda, quien hasta entonces había ostentado el señorío de Gibraleón y Huelva.
El señorío, no obstante, pasaría de una mano a otra y las dos mujeres hubieron de enfrentarse en los tribunales regios, mostrando así una voluntad activa en conservar el poder territorial de sus respectivas casas. El conflicto fue continuado por el hijo de Isabel de la Cerda, Gastón de la Cerda, conde de Medinaceli, y se prolongó hasta su resolución mediante sentencia arbitral el 26 de mayo de 1401, que fue finalmente favorable a los intereses de doña Elvira y de sus hijas.

## Actuaciones como señora jurisdiccional
Se conocen diversas actuaciones de Elvira que demuestran un empeño personal en ejercer de forma activa las labores propias de todo señor jurisdiccional. Su marido había recibido del rey el señorío de Palos, que apenas había sido explotado por sus anteriores propietarios. Alvar Pérez de Guzmán podría poblar de nuevo el lugar con 50 vasallos excusados de tributos regios, y lo dedicaría a la explotación de olivar. La tarea quedó apenas diseñada y fue Elvira la que impulsó esta empresa. Dos años después de la muerte de su marido, en 1396, en presencia del corregidor de Moguer, asistió al testimonio notarial del amojonamiento realizado entre los términos de Moguer y Palos. Pero estos límites no resultaron satisfactorios para los señores de Moguer.
A partir de entonces las tensiones entre estas dos localidades no dejarían de suceder debido a la competencia por los recursos de la zona. A Palos le faltaban tierras, dehesas y bosques, y a Moguer el acceso a la costa. Los vecinos de Moguer, de hecho, trataban de hacer negocios y vender su vino a los pescadores y armadores que vivían en la playa de Mazagón, lugar perteneciente al término de Palos. Se conserva un requerimiento ante notario de Elvira de Ayala con fecha de 1433 instando a prohibir esta actividad que colisionaba con los negocios de sus propios vasallos. Elvira defendía así a sus vasallos, que desde hacía un año al menos sufrían el hostigamiento de los de Moguer, cuando perpetraron el robo del cargamento de un navío que traía paños para su venta en Palos y acabó de forma violenta con el robo de bestias, ganados, heridas y secuestro de vecinos de Palos y varios muertos. Moguer se hallaba por entonces también en poder de una señora jurisdiccional, Francisca de Portocarrero. Y en represalia por las prohibiciones de la venta del vino, esta señora respondió con la prohibición contra los vecinos de Palos de acudir a la dehesa con sus ganados o de aprovisionarse de leña, imposibilitando además que les llegara los cargamentos de pan, trigo o cebada que necesitaba la villa para su avituallamiento. El conflicto entre estas dos señoras y sus vasallos se agravó hasta tal punto de que ni la justicia regia era capaz de darle solución.
El rey Juan lo intentó nombrando un árbitro primero, y un juez después, pero éste fue apedreado al llegar al castillo de Moguer y tuvo que huir para salvar la vida. En 1434, un contingente armado de moguereños volvió a irrumpir en las playas de Palos y robó esta vez la recaudación de los portazgos y alcabalas que cobraba Elvira de Ayala. Su reacción fue vengar el atentado convocando a varios clientes y amigos que mantenía entre los miembros veinticuatro del concejo de la ciudad de Sevilla. Su condición de mujer no le impedía hacer lo que habría hecho cualquier otro señor en su lugar: movilizar sus alianzas. Sin embargo, sus hombres fueron apresados y no pudo evitar la pérdida de 6.000 doblas de oro que se llevaron como botín los hombres y vasallos de Francisca Portocarrero. Este nuevo hecho violento convenció al rey para enviar nuevos jueces que finalmente pudieron dictar sentencia en 1435, favorable a los de Palos al parecer, cuando Elvira ya había muerto y ya le habían sucedido en el señorío sus hijas Isabel y Juana.
Elvira de Ayala también había ejercido como señora de La Palma y allí desarrolló igualmente acciones que impulsaban la actividad económica de sus vasallos, en este caso solicitando a Enrique III la celebración de una feria en el lugar para animar el comercio. La confirmación llegó en 1398 mediante privilegio real.

## Pleitos con el cabildo de la catedral de Sevilla
Elvira de Ayala mostró a lo largo de su vida una identificación con los valores aristocráticos que la llevaron a reclamar lo que consideraba sus derechos allá donde se los disputaran. Entre 1401 y 1409 también estuvo inmersa en un pleito con el cabildo de la catedral de Sevilla. La condición de señora de Palos llevaba aparejada el derecho a recaudar y disfrutar de los diezmos eclesiásticos. Tenía además derecho de patronato para la elección de clérigos y de ermitaños en la ciudad, lo que implicaba contar con una gran influencia también en el ámbito eclesiástico. Una bula del papa Benedicto XIII le reconocía estos derechos, lo cual no la eximió de pleitear con la catedral. Finalmente llegó a un acuerdo con el cabildo que le reportaría el derecho a recaudar los diezmos a cambio del pago de una cantidad. No obstante, a su muerte, en 1435, parece que sus hijas no pudieron confirmar este derecho, lo que contrasta con la firmeza de la voluntad de la madre.

## Patronato, devoción y memoria
El 16 de agosto de 1426 Elvira de Ayla otorgó su testamento. En él, además de instituir una capellanía que financió con diversos ornamentos y objetos de plata, estableció su enterramiento en la iglesia de Santa María de Sevilla, en la capilla que había ordenado edificar para su esposo, honrando así la memoria de su casa:

E quando de mí acaesçiere finamiento, mando que mi cuerpo sea enterrado en la iglesia de Santa María d’esta çibdad [de Sevilla], en la capilla que yo fize para el dicho don Alvar Pérez, mi marido, e para mí, e que me entierren en el ábito de santo Domingo de los Pedricadores.

## Descendencia
De su matrimonio con Alvar Pérez de Guzmán, señor de Olvera y Gibraleón nacieron sus dos hijas:
- Isabel Pérez de Guzmán, señora de Gibraleón y Villalba de Alcor y condesa de Ledesma, al contraer matrimonio con Pedro de Zúñiga, conde de Ledesma y de Plasencia, y señor de Olvera y otros lugares.
- Juana Pérez de Guzmán, que enlazó con Juan Rodríguez de Castañeda, señor de Fuentidueña y otros lugares.